# 音彩唯
音彩 唯（ねいろ ゆい、12月18日 - ）は、宝塚歌劇団雪組に所属する娘役。
兵庫県神戸市、神戸海星女子学院中学校出身。身長162cm。愛称は「はばまい」、「ばぁ」、「ろい」、「メロディー」。

## 来歴
2017年、宝塚音楽学校入学。
2019年、音楽学校卒業後、宝塚歌劇団に105期生として首席入団。宙組公演「オーシャンズ11」で初舞台。その後、雪組に配属。
麗しいルックスで早くから注目を集め、2020年の阪急阪神初詣ポスターモデルに起用された。
2021年、彩風咲奈・朝月希和トップコンビ大劇場お披露目となる「CITY HUNTER」で、新人公演初ヒロイン。その後も3度に渡って新人公演ヒロインを務める。
2023年の「海辺のストルーエンセ」（KAAT神奈川芸術劇場・ドラマシティ公演）で、東上公演初ヒロイン。

## 主な舞台

### 初舞台
- 2019年4 - 5月、宙組『オーシャンズ11』（宝塚大劇場のみ）

### 雪組時代
- 2020年1 - 3月、『ONCE UPON A TIME IN AMERICA（ワンス アポン ア タイム イン アメリカ）』
- 2020年8 - 9月、『炎のボレロ』 - フラスキータ『Music Revolution!-New Spirit-』（梅田芸術劇場）
- 2021年1 - 4月、『fff-フォルティッシッシモ-』『シルクロード〜盗賊と宝石〜』[注釈 1]
- 2021年6月、『ヴェネチアの紋章』 - ラウドミア『ル・ポァゾン 愛の媚薬-Again-』（全国ツアー）
- 2021年8 - 11月、『CITY HUNTER』 - 新人公演：槇村香（本役：朝月希和）『Fire Fever!』 新人公演初ヒロイン[6][4]
- 2022年1月、『Sweet Little Rock 'n' Roll』（バウホール） - メアリー[2]
- 2022年3 - 6月、『夢介千両みやげ』 - 新人公演：お鶴（本役：花束ゆめ）『Sensational!』
- 2022年7 - 8月、『ODYSSEY（オデッセイ）-The Age of Discovery-』（梅田芸術劇場）[11]
- 2022年10 - 12月、『蒼穹の昴』 - 珍妃、新人公演：李玲玲（本役：朝月希和） 新人公演ヒロイン[12]
- 2023年2 - 3月、『海辺のストルーエンセ』（KAAT神奈川芸術劇場・ドラマシティ） - カロリーネ・マチルデ 東上初ヒロイン[9][10]
- 2023年4 - 7月、『Lilac（ライラック）の夢路』 - 夢人、新人公演：エリーゼ（本役：夢白あや）『ジュエル・ド・パリ!!』 新人公演ヒロイン、初エトワール[7][8]
- 2023年8 - 9月、『愛するには短すぎる』 - ドリー・マコーミック／ナンシー・ブラウン『ジュエル・ド・パリ!!』（全国ツアー） エトワール
- 2023年12月、『ボイルド・ドイル・オンザ・トイル・トレイル』 - ビアトリス・エリザベス・B・ハリスン『FROZEN HOLIDAY（フローズン・ホリデイ）』（宝塚大劇場） エトワール
- 2024年1 - 2月、『ボイルド・ドイル・オンザ・トイル・トレイル』 - ビアトリス・エリザベス・B・ハリスン、新人公演：シャーロック・ホームズ002・老婆（本役：愛すみれ）『FROZEN HOLIDAY（フローズン・ホリデイ）』（東京宝塚劇場）
- 2024年4 - 5月、『ALL BY MYSELF』（相模女子大学グリーンホール・NHK大阪ホール）
- 2024年7 - 10月、『ベルサイユのばら-フェルゼン編-』 - ジャンヌ・バロワ・ド・ラ・モット、新人公演：ロザリー（本役：野々花ひまり）
- 2024年12 - 2025年1月、『FORMOSA!!（フォルモサ）』（ドラマシティ・KAAT神奈川芸術劇場） - シェリル・オズワルド 東上ヒロイン
- 2025年3 - 6月、『ROBIN THE HERO』 - エメット・ターナー、新人公演：乳母ルチアナ（本役：杏野このみ）『オーヴァチュア!』 エトワール
- 2025年8 - 9月、『An American in Paris（パリのアメリカ人）』（御園座） - リズ・ダッサン ヒロイン
- 2025年11 - 2026年2月、『ボー・ブランメル〜美しすぎた男〜』『Prayer〜祈り〜』

## 広告
- 2020年、『阪急阪神』初詣ポスターモデル[5]

## 受賞歴
- 2023年、『宝塚歌劇団年度賞』 - 2022年度新人賞[13]